# Mauritz Boheman
Mauritz Hjalmar Alfred Eugén Boheman, född 11 juli 1858 i Helgesta, död 23 januari 1908 i Stockholm, var en svensk språkman.
Boheman blev filosofie doktor i Lund 1897 på avhandlingen Om bruket af konjunktiven hos Gonzalo de Berzeo. Från 1893 hade han varit tjänsteman vid Kungliga biblioteket. Boheman verkade även som översättare av spansk, italiensk, rumänsk, provensalsk och fornfransk litteratur. Han översatte dessutom andra stora författare som Hermann Sudermann, Hall Caine, Rudyard Kipling med flera. Boheman var även från 1896 och fram till sin död redaktör för Svenska Turistföreningens årsskrift. Han efterträddes som redaktör för denna av sin hustru Ezaline Boheman. Boheman var amatörmusiker och tillhörde Mazerska kvartettsällskapet. Han blev 1904 ledamot av Kungliga Musikaliska Akademien, vars bibliotekarie han var.